# 第155近衛海軍步兵旅
庫爾斯克朱可夫及蘇沃洛夫勛章第155近卫独立海军步兵旅（俄语：155-я отдельная гвардейская Курская орденов Жукова и Суворова бригада морской пехоты）是隸屬於俄罗斯联邦太平洋舰队的一支旅级海軍步兵（相当于海军陆战队）。第155近卫独立海军陆战队主要部署在滨海边疆区的海參崴以及斯拉维扬卡。該部隊前身是著名的海军步兵第55师。

該部隊自2022年活躍於俄羅斯全面入侵烏克蘭，曾於基輔 、巴甫利夫卡、阿夫迪伊夫卡和武赫萊達爾周邊戰鬥。而在2022年11月該部隊在武赫萊達爾对烏克蘭武裝部隊发动的進攻被击退，2023年2月初，该旅再次嘗試在武赫萊達爾戰役中向乌军阵地发起进攻，多次因进入雷区且撤退時又再度遭乌军炮兵打击，合共數十輛戰車被擊毀，造成嚴重損失。根據戰爭研究所的報道，截至2023年3月，該部隊在入侵烏克蘭期間被全殲了8次之多並每次被全殲后都被滿編重建再投入戰鬥。
該部隊被指控在烏克蘭犯下多次的戰爭罪行，包括斬首烏克蘭士兵及處決戰俘。